# 史晓风
史晓风（1930-），籍貫浙江余姚，生于上海，中国教育、出版界人士、清史专家。与叶圣陶、温家宝交谊甚密。

## 生平
早年跟随叔叔在商务印书馆工作。1950年奉调北京。1950年11月入人民教育出版社从事出版工作。1954年10月，任叶圣陶秘书多年，入中华人民共和国教育部工作。文革时期，曾因“废话”救叶圣陶，一时佳话。又转任全国人大工作，1994年任全国人民代表大会教育科学文化卫生委员会办公室主任，任内退休 。
与前中国总理温家宝交往甚密，温曾特书《致史晓风先生函》，以毛笔书写，阐述其对黄宗羲学术的看法，后成为中国大陆公务员考试试题而流传甚广。 史亦在清史研究堪称大家，“穷十年之力”系统整理了清史重要文献《惲毓鼎澄齋日記》，是20世纪初中国学者面世的清史研究最重要著作之一，为一领域权威，亦获华东地区古籍整理图书一等奖等多种奖项。

## 家族
叔叔史久芸，民国出版家。

## 代表著作
- 《圣陶下成长》，2008年出版
- 《恽毓鼎澄斋奏稿》（清）恽毓鼎著，史晓风整理

## 相关人物
- 惲毓鼎
- 史嵩之
- 史弥远